# Paul-Louis Cyfflé
Paul-Louis Cyfflé (Brugge, 6 januari 1724 - Elsene, 24 augustus 1806), was een achttiende-eeuwse fabrikant van geglazuurd en beschilderd aardewerk in Lotharingen.

## Grootouders en overgrootouders
De grootvader van Paul-Louis Cyfflé was Louis Cyfflé (Chifflet, Cyfflet, Soufflé, Sifflé, etc.) geboren in Feluy tussen 1660 en 1665, zoon van Willem Chifflet en zijn vrouw Alardine. Hij kwam rond 1690 in Brugge wonen en overleed er op 21 januari 1741.
In 1693 trouwde hij in Brugge met Anne-Thérèse Heldewijs (Brugge, 20 februari 1673 - 13 mei 1744). Hij werd bij die gelegenheid poorter van Brugge. Zij behoorde tot een Brugse familie waarvan heel wat leden in het bouwvak actief waren. Louis Cyfflé werd hotelier en werd in 1705 eigenaar van het hotel-restaurant Den Gouden Beer. Het echtpaar kreeg veertien kinderen. Door zijn huwelijk werd Louis lid van een uitgebreide en in Brugge goed ingeburgerde familie. Toen hij stierf was Louis Cyfflé senior eigenaar van de Gouden Beer en van nog een tweede eigendom in de Korte-Zilverstraat. Hij had ook spaargelden die hij geïnvesteerd had in het verstrekken van hypothecaire leningen.

## Ouders
Paul-François Cyfflé, oudste zoon van het echtpaar Cyfflé-Heldewijs, werd in Brugge geboren op 20 mei 1698 en overleed in Oostkamp op 4 juli 1750. Hij trouwde in 1722 met Marie-Anne De Pape, (Brugge 13 juni 1696 - 8 april 1741). Ze was de dochter van zilversmid Pierre De Pape (†1696) en van Barbara Allaert, (†1714) die hertrouwde met de zilversmid Jacques Jaquemin. 
Het echtpaar Cyfflé-De Pape kreeg zes kinderen, Paul-Louis (1724-1806), François-Louis (1725-1751), Marie-Anne (°1726), Nicolas-François (1727-1807), Charles (1729-1737) en een doodgeboren kind (°1731). Paul, François en Nicolas overleefden hun ouders. Alleen Paul had zoons, die echter geen nakomelingen hadden, wat het einde van de Brugse Cyfflés betekende. Na de dood van Marie-Anne De Pape hertrouwde Paul-François met de Oostkampse Constance De Baecke met wie hij nog eens vier kinderen had. Na zijn dood hertrouwde de weduwe met de smid-herbergier François Coppens. Ze stierf in 1756.
Tot het beroep van zilversmid ingeleid door de vader en de stiefvader van zijn vrouw, werd Cyfflé eveneens zilversmid. Enkele zilverstukken van zijn productie zijn bekend. Hij bleef een bescheiden ambachtsman en verwierf slechts geringe inkomsten.

## Paul-Louis Cyfflé
Paul-Louis Cyfflé was geroepen om de bekendste onder de Cyfflés te worden. Toen hij vijftien was volgde hij lessen aan de Brugse Kunstacademie onder de leiding van kunstschilder Mathias De Visch (1701-1765) en van beeldhouwer Jean Van Hecke (1699-1777). Toen hij zeventien was verliet hij Brugge en trok naar Parijs waar hij bij een broer van zijn moeder terechtkwam, die er zilversmid was. Tussen 1745 en 1748 vertrok hij naar Nancy en Lunéville. Hij werd er gezel bij Barthélémy Guibal (1699-1757), de meest bekende Lotharingse beeldhouwer van zijn tijd. 
Begin 1751 trouwde Cyfflé met Catherine Marchal (1728-1795), dochter van de orgelbouwer en orgelist Joseph Marchal († 1767) en van Anne Cousson. Ze kregen acht kinderen: Stanislas-Thomas (°1751 - ?), Joseph (°1752 – na 1785), François-Paul (1753-1756), een doodgeboren kind (1755), François-André (1756-1830), Jean-Paul-Victor (1758-1759), nog een doodgeboren kind (1762) en Louis-Paul-Nicolas (°1767- na 1794). Drie van de zoons bereikten de volwassen leeftijd.

## Terre de Lorraine
Lotharingen had een traditie van faienceproductie op basis van klei of wat ze 'terre de pipe' noemden. De familie Chambrette behoorde tot de voornaamste producenten. Ze vervaardigden objecten in een mooi glanzend wit, vergelijkbaar met porselein. Jacques Chambrette stichtte hiervoor in 1749 een fabriek. In 1758 stichtte hij in Saint-Clément een bijkomende fabriek waar hij de ambitie had met Lotharingse aarde porselein te maken. Hij stierf echter onverwacht en zijn erfgenamen verkochten de nog maar pas gebouwde fabriek.
De openbare verkoping vond plaats op 5 februari 1763. Cyfflé en twee vennoten brachten het hoogste bod uit. Er rezen echter meningsverschillen onder de drie en Cyfflé besloot zijn aandeel te verkopen.
Begin 1765 was hij klaar met zijn eigen faiencefabriek. De producten die hij zou maken waren van een dergelijke kwaliteit dat men het verschil niet zou bemerken met porselein. Natuurlijk moest hij zich hoeden van de waakzame en achterdochtige controle van de e-fabrikanten van echt porselein, maar hij had de officiële staatscontroleurs aan zijn kant. Na een aanloopperiode ontving hij in 1768 een productievergunning. Voortaan zou Cyfflé zich toeleggen op het vervaardigen van beeldjes.
De voornaamste medewerker van Cyfllé was zijn zoon Joseph. Op haar hoogtepunt telde de fabriek 25 medewerkers. Onder hen trof men twee boetseerders aan, zeven retoucheurs, een garnisseur voor bloemen en andere details, een verantwoordelijke voor de ovens en verder leerlingen en helpers allerhande. Cyfflé was de voornaamste boetseerder en zorgde voor de afwerking van het werk van zijn medewerkers. Vervolgens werden de vormen aangemaakt en in de oven gebakken. Het is door deze activiteit, die hij nochtans slechts een tiental jaren volhield, dat Cyfllé een blijvende internationale bekendheid heeft verworven.

## De productie van deManufacture Royale Cyfflé

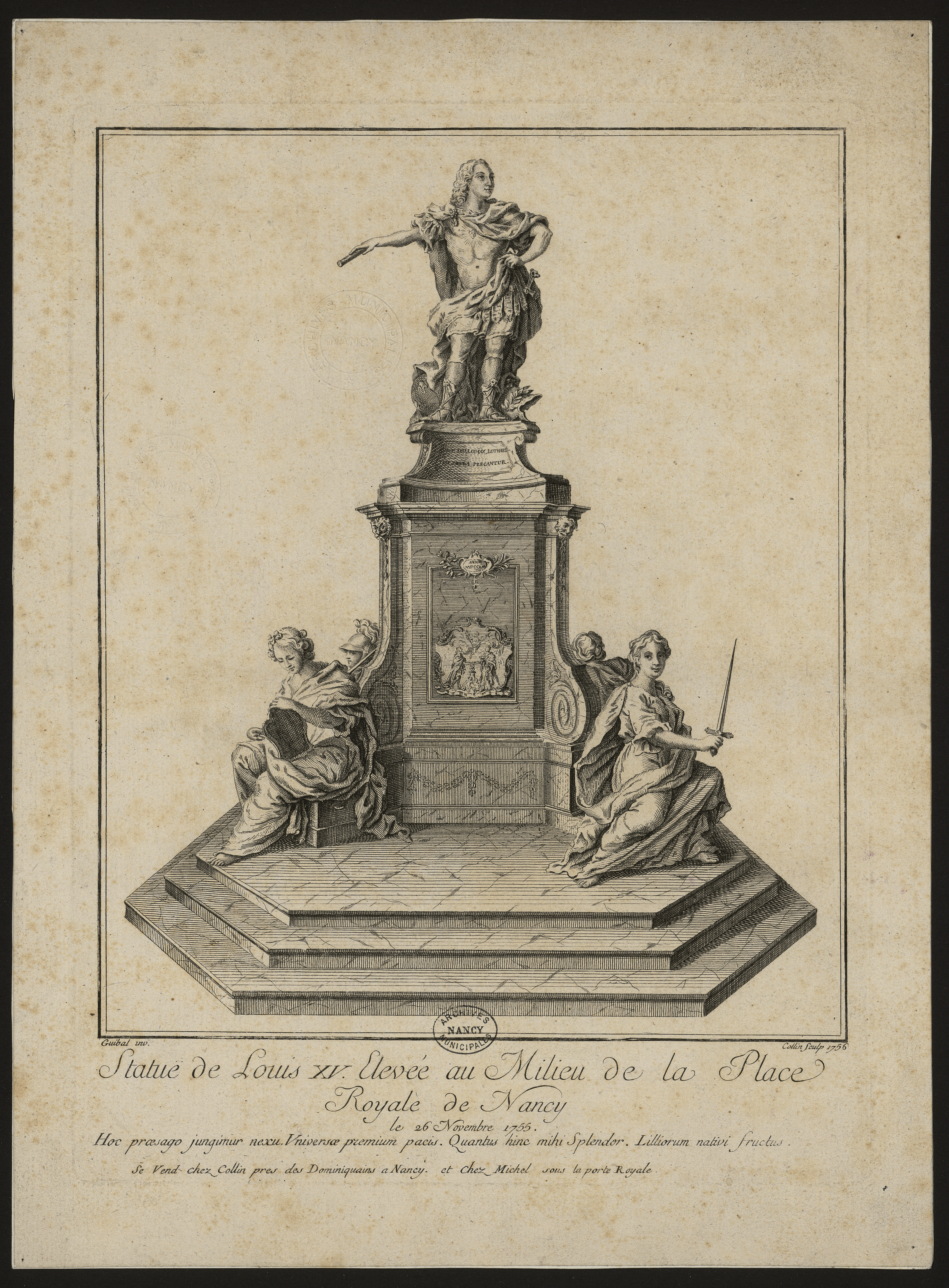
Gravure van Dominique Collin (1725-1781); reproductie van het standbeeld van Lodewijk XV in Nancy, vernield in 1792. Dit beeld van Barthélemy Guibal en Paul-Louis bevond zich op de plaats waar zich nu het standbeeld van Stanislas bevindt.

De roem is er gekomen omdat Cyfllé objecten van grote kwaliteit produceerde. Zijn beeldjes en groepen waren meesterwerkjes van geraffineerde sculptuur. Van hem moest men geen boertige en ruwe objecten verwachten, zoals men die op kermissen of in de leurhandel kon aantreffen. Zijn producties waren bestemd voor rijke liefhebbers die ze in hun salons op de mantelschouwen of in vitrinekasten plaatsten. Zowel als het om personages ging dan wel om groepen, beheerste Cyfllé perfect de manier van voorstellen.
Een eerste serie van beeldjes stelde vele kleine beroepen voor. Onder hen, de leurhandelaars zoals de schoorsteenveger, de ketellapper, de hersteller van faience en porselein,  de straatzangeres en straatmuzikanten, de verkoper van scapulieren en rozenkransen, de viswijven, de verkoopsters van worsten en pensen, de beenhouwer, de blikslager, de schaarsliep, in één woord, al diegenen die op straten en pleinen hun kunde of hun goederen met luide stem aanprezen. Ook al ging het om het voorstellen van de geringe lieden, waren de rijken verzot op deze voorstelling. Alle objecten straalden een volkse frisheid uit die ze 'anders' maakte dans de porseleinobjecten die een veel 'plechtiger' aspect vertoonden.
Vervolgens waren er de uitbeeldingen van de liefde en de erotiek. Verliefde koppeltjes, idyllische of bicolische scènes. Het ging om de uitbeelding in drie dimensies van wat de lezers terugvonden in de succesromans van de achttiende eeuw.
Er waren ook de portretten. Heel wat belangrijke personaliteiten werden uitgebeeld, ofwel in buste ofwel ten voeten uit. Koningen en prinsen behoorden uiteraard tot de uitgebeelden, zoals Lodewijk XVI en Marie-Antoinette, maar vooral de populaire 'koning' Stanislas, die in Nancy en Lunéville regeerde. De grote intellectuelen en vedetten van de tijd werden eveneens uitgebeeld, zoals Rousseau, Voltaire en Montesquieu.
Ook de mythologie werd uitgebeeld. Wie een beetje gestudeerd had kende de vele verhalen uit de Griekse mythologie, die vaak uitgebeeld werden in de theaters of bezongen werden door de rederijkers. Cyfflé beeldde bekende mythologische koppels: Pyramus en Thisbe, Renaud en Armide, Venus en Adonis, Leda en de Zwaan, Hercules en Omphale. Doorheen deze uitbeeldingen van oude verhalen waren het soms actuele en controversiële aangelegenheden die behandeld werden. Allegorische taferelen kwamen ook voor: de vier seizoenen, de kunsten en wetenschappen, de muzen, de schilderkunst, de architectuur, de astronomie, enz.
Cyfflé vond ook inspiratie in de Emile van Rousseau of in de theaterstukken die succes hadden. Lyrische stukken van Rameau, Lully, Favart werden door beeldengroepen uitgebeeld.
Soms werd ingespeeld op de politieke sfeer van de tijd. Wanneer een beeldje Hendrik IV voorstelde, betekende dit voor de intellectuelen van de achttiende eeuw de uitbeelding van de ideale en verlichte monarch, de apostel van de verdraagzaamheid. Een voorstelling van Hendrik IV met zijn protestantse minister Sully was een politiek 'statement', die inhield dat men Lodewijk XIV verwierp en dat men Lodewijk XVI opriep om zich te inspireren op zijn verre voorvader. Wie Hendrik IV en Sully in een vitrinekast uitstalde, toonde aan dat hij tegen het absolutisme was en voorstander van een verlichte monarchie. Een andere politieke boodschap zat verscholen in het beeldje dat Belisarius voorstelde, de trouwe dienaar die de ondankbaarheid van zijn vorst onderging. Het verwijt was gericht op Lodewijk XV.
De kenner Edmond Marchal (1833-1916) heeft aldus het werk van Cyfflé geprezen: hij heeft de natuur op heterdaad betrapt - het volkse realisme - een talent vervuld met vuur – une observation profonde – de zuiverheid van de vormen gaat samen met de finesse van het detail. Ook al werd de kwaliteit van zijn werk erkend, toch slaagde Cyfflé er niet in echt welvarend te worden. Na de dood van koning Stanislas in 1766, was Lotharingen nog slechts een bescheiden provincie van Frankrijk geworden. Cyfflé was eigenlijk twintig jaar te laat gekomen. Wilden de luxegoederen succes kennen, dan was de steun nodig van een monarch en van de hofhouding rondom hem. De burgerij kocht alleen maar die 'nutteloze' snuisterijen voor zover hij hiertoe werd aangezet omdat hij de hogere kringen wilde nabootsen. Maar vanaf 1766 werden dit soort impulsen zeldzamer. Cyfflé gaf zich stilaan rekenschap dat het einde in zicht was. Vanaf 1777 begon zijn fabriek vertraagd te werken en in 1779 viel ze stil.
De sluiting kondigde het einde van Cyfflé aan als kunstenaar en industrieel. Hij had nog dertig jaar te leven, maar zou niets opmerkelijks meer realiseren.

## Liquidatie in Lunéville
Cyfflé kwam terug naar de Oostenrijkse Nederlanden in 1777. Hij had beslist er in Lunéville een punt achter te plaatsen, maar liet dit nog niet blijken, ook niet toen hij in 1778 plechtig werd ontvangen in de Académie des Sciences et Belles-lettres in Nancy, die hem een prijs toekende.
Zijn vrouw en zoon Joseph bleven achter in Lunéville om zo goed mogelijk de liquidatie te regelen. In april 1780 verkochten ze een boerderij bij Château-Salins, voor 22.600 Lotharingse ponden. Het leek een goede verkoop, maar het bleek dat de koper nauwelijks kon betalen. Het recupereren van de som duurde vele jaren en was nog niet voltooid toen Cyfflé 26 jaar later overleed. 
De voornaamste activa die moesten worden te gelde gemaakt waren de vormen en modellen die in de loop van de jaren waren tot stand gekomen en aan beroepsgenoten konden nuttig zijn. De aankopers waren niet talrijk want ook andere producenten hadden hun deuren moeten sluiten. Nochtans bleven er enkele over, in Toul-Bellevue, Niderviller en Saint-Clément. Ze kochten van hem vormen en produceerden nog lange tijd beeldjes ‘à la Cyfflé’.
In november 1783 verkocht de echtgenote Cyfflé een molen en in augustus 1784 het huis en het atelier. Dit bracht 10.000 Lotharingse ponden op en hiermee kon Cyfllé leningen afbetalen en nieuwe leningen aangaan.

## Terug in de Oostenrijkse Nederlanden
Toen hij in de lente van 1777 in Brussel belandde deed Cyfllé inspanningen om te worden voorgesteld aan de gouverneur-generaal Karel van Lotharingen (1712-1780). Eenvoudig was dit niet. Karel behoorde immers tot de familie die destijds, om politieke redenen, Lotharingen had moeten afstaan.
Het is dus niet zeker dat hij erin slaagde in de gunst van de prins te komen. Deze had zijn eigen keramiek- en porseleinatelier opgezet in Tervuren en had zeer waarschijnlijk geen behoefte aan een nieuwe medewerker.
Cyfflé wendde zich alvast tot de hoofdadministratie in Wenen en diende in de herfst van 1778 een verzoek in om door de keizerin te worden aanbevolen bij haar schoonbroer in Brussel.

## Terugkeer naar Brugge
Als het in Brussel niet lukte, dan maar naar Brugge terugkeren moet Cyfflé gedacht hebben. Een eerste bestelling gaf hem hoop. Zijn leeftijdgenoot, de provinciale architect Henri Pulinx junior (1724-1787) gaf hem in 1777 opdracht om voor de predikstoel van de Sint-Salvatorkerk vier medaillons in biscuit te maken. Cyfflé slaagde er echter niet in de opgelegde termijn te respecteren.
Cyfflé wilde anderzijds in Brugge een werkplaats voor keramiek en faience oprichten, die de opvolger van die in Lunéville zou zijn. Hij diende een aanvraag hiervoor in en kreeg in februari 1779 de vergunning. Vervolgens vroeg hij aan stad Brugge om lokalen ter zijner beschikking te stellen. Er werd hem een gebouw aangeboden in de Jeruzalemstraat, maar Cyfflé vond dit maar niets. Gevolg daarop verliet hij Brugge.

## Hastière-Lavaux
Na de Brugse mislukking, trok Cyfflé naar Hastière-Lavaux. Hij moest tot 1783 wachten alvorens vergunning te verkrijgen om er een atelier op te richten. Met vrouw en jongste zoon Louis begon hij eraan, maar het werd geen succes. De revolutionaire periode die zich aankondigde was niet gunstig voor het soort artikelen die Cyfflé wilde produceren. Zijn woning en atelier werden geplunderd, zowel door troepen van de Oostenrijkers als van de patriotten. Hij verliet dan ook het dorp en trok naar Brussel.

## Laatste jaren in Brussel
Cyfflé kwam in Elsene bij Brussel wonen rond 1791.  Hij zou er nog een vijftiental jaren leven. Samen met hem woonden zijn vrouw en haar zuster en in hetzelfde huis of dicht bij hun oudste zoon François-André en zijn vrouw. Ook zijn broer Nicolas woonde in Brussel, maar hun verstandhouding was niet wat die eerder geweest was.
Paul-Louis zette zich onmiddellijk aan het werken en produceerde een aantal munten met de beeldenaar van zijn vroegere beschermheer, koning Stanislas. Hij verkocht ze aan 6 franken per stuk. Er is geschreven dat hij ook nog beeldjes in faience maakte  in de 'Faïencerie d’Etterbeek'. Dit is wel mogelijk, maar sporen zijn er niet van teruggevonden.
Zijn vrouw, Catherine Marchal, overleed in Elsene op 20 januari 1795. Haar zus, Anne Barbe Marchal, (1719-1802), en Cyfflé zelf volgden haar in het graf in dezelfde gemeente.

## Betekenis van Cyfflé
Cyfflé heeft roem verworven doordat zijn geproduceerde beeldjes van hoge kwaliteit waren. Hij behoorde niet tot degenen die eerder rudimentair werk leverden, dat op kermissen en door ambulante verkopers werd aan de man gebracht.
Zijn producties waren bestemd voor de rijke interieurs waar de thema's die hij in zijn beeldjes verwerkte, goed onthaald werden. Het ging om figuren die de 'kleine luiden' voorstelden, die daarom niet minder gegeerd werden. In tegenstelling tot gelijkaardige beeldjes die door de manufacture royale de Sèvres in porselein werden gemaakt, en die eerder een 'plechtige' uitstraling hadden, was het werk van Cyfflé speelser en frisser. 
Ook het thema idyllische of bucolische scènes, met verliefde koppeltjes, was zeer in de mode en werd gegeerd, vooral wanneer het figuren uit de romanliteratuur waren die werden uitgebeeld. Ten slotte waren ook de figuren graag gekocht die bekende personages uitbeeldden. Dit ging om gekroonde hoofden, maar ook om grote intellectuelen zoals Jean-Jacques Rousseau, Voltaire en Montesquieu.